# Лер (Южный Судан)
Лер или Лир (англ. Leer) — город в центральной части Южного Судана, на территории округа Леер (округ) штата Западный Верхний Нил.

## Географическое положение
Город находится в западной части штата, к западу от реки Белый Нил, на расстоянии приблизительно 107 километров к юго-юго-востоку (SSE) от города Бентиу, административного центра штата и на расстоянии 410 километров к северо-северо-востоку (NNE) от столицы страны Джубы. Абсолютная высота — 381 метр над уровнем моря.

## Население
По данным официальной переписи 1983 года (проводившейся до обретения независимости Южным Суданом), численность населения Лера составляла 7 109 человек.

## Транспорт
Ближайший аэропорт расположен в городе Бентиу.